# François Mitterrand, une histoire de français
François Mitterrand, une histoire de Français est un essai de Jean Lacouture paru le 2 janvier 1998 aux éditions du Seuil.

## Éditions
- François Mitterrand, une histoire de Français, 2 tomes, Éditions du Seuil, 1998, 434 et 625 p.
  - François Mitterrand, une histoire de Français (vol 1) : « Les risques de l’escalade », 1998
  - François Mitterrand, une histoire de Français (vol 2) : « Les vertiges du sommet », 1998